# Kornyło Trojan
Kornyło Trojan, ukr. Корнило Троян, Kornel Trojan (ur. w 1886 roku w Sidorowie, zm. 5 marca 1959 w Nowym Jorku) – ukraiński działacz społeczny i polityczny, doktor praw, adwokat, senator RP z województwa lwowskiego i poseł na Sejm Rzeczypospolitej Polskiej IV kadencji w II Rzeczypospolitej.

## Życiorys
Walczył w I wojnie światowej w armii austro-węgierskiej, w 1914 dostał się do niewoli rosyjskiej. W latach 1917–1920 prowadził pracę kulturalno-oświatową wśród ukraińskich uchodźców w Taszkencie, m.in. dyrygent chórów; w 1921 wrócił do Galicji.
Po powrocie był działaczem środowiska Zahrawy (Ukraińska Partia Pracy Narodowej), następnie Ukraińskiego Zjednoczenia Narodowo-Demokratycznego (UNDO), w latach 1925–1926 członkiem prezydium partii. Senator II kadencji wybrany w 1928 roku z województwa lwowskiego z listy Bloku Mniejszości Narodowych. W latach 1935–1938 był posłem na Sejm, wybranym w okręgu 69. Jednocześnie w latach 1924–1939 prowadził kancelarię adwokacką w Chodorowie.
Po agresji ZSRR na Polskę zorganizował ukraiński samorząd Chodorowa. W grudniu 1939, zagrożony aresztowaniem przez NKWD, zbiegł do Generalnego Gubernatorstwa, żona z dziećmi została deportowana w głąb ZSRR. Jesienią 1940 otworzył kancelarię adwokacką w Lublinie. Po ataku III Rzeszy na ZSRR przeniósł się w 1941 do Lwowa, prowadził kursy dla urzędników samorządowych. Wobec zbliżania się Armii Czerwonej wyjechał w 1944 do Niemiec, pracował w niemieckim urzędzie pracy (Arbeitsamt) w Augsburgu.
Od 1946 pracował w wydziale prawnym Centralnego Przedstawicielstwa Ukraińskiej Emigracji w Augsburgu, następnie w Ellwangen i Neu-Ulm w zachodnich strefach okupacyjnych Austrii i Niemiec. W 1952 wyemigrował do USA. Działacz ukraińskiej diaspory, m.in. współzałożyciel Towarzystwa Pracowników Ukraińskich w Nowym Jorku. Pracował w wydziale prawnym Kredytowego Towarzystwa Federacyjnej Spółdzielni „Samopomicz”.
Zmarł 5 marca 1959 w Nowym Jorku, pochowany na cmentarzu Kalwaryjskim (sekcja 70, część 88, grób 4).